# SHVPES
SHVPES, prononcé Shapes, est un groupe britannique de heavy metal, originaire de Birmingham, en Angleterre, actif entre 2009 et 2020.

## Histoire

### Cytota (2009–2014)
Le groupe est formé en 2009 sous le nom de Cytota. Le chanteur Joby Fitzgerald et le batteur Harry Jennings se sont rencontrés à Londres le jour d'Halloween et décident de former un groupe. La formation est complétée par les guitaristes Ryan Hamilton et Youssef Ashraf et le bassiste Oliver Pike. Sous ce nom, le groupe sort en 2012 l'EP The Prosecutor, produit par Jim Pinder et Carl Bown. Un an plus tard, le groupe se produit au Download Festival et donne des concerts en première partie de groupes comme Funeral for a Friend, While She Sleeps, et Rise to Remain. En juillet 2014, le chanteur Joby Fitzpatrick quitte le groupe en raison de divergences musicales. Son successeur est Griffin Dickinson. Il est le fils de Bruce Dickinson, le chanteur d'Iron Maiden.

### SHVPES (2015–2020)
En janvier 2015, le groupe change de nom pour devenir SHVPES. Le nouveau nom provient de la chanson Shapes, la première composition avec Dickinson comme chanteur. Selon Griffin Dickinson, le a a été remplacé par un v, car le groupe serait plus facile à trouver sur Google et YouTube avec cette orthographe. En outre, cette orthographe serait un hommage au hip-hop, car de nombreux artistes de ce domaine remplacent des lettres par d'autres. En été 2015, le groupe se produit au festival Slam Dunk et travaille ensuite sur son premier album studio. Après un autre concert au Download Festival 2016, Shvpes sort son premier album, Pain. Joy. Ecstasy. Despair. Il s'est ensuivi une tournée en première partie de Crossfaith.
Au printemps 2017, SHVPES effectue deux tournées européennes en première partie de Trivium et While She Sleeps, respectivement, avant de jouer au Graspop Metal Meeting, au Hellfest et au Slam Dunk Festival durant l'été 2017. En 2018, le groupe se produit au Download Festival et aux festivals de Reading et de Leeds. Après une tournée au Royaume-Uni en première partie de Hawthorne Heights, le groupe sort son deuxième album studio, Greater Than, le 9 novembre 2018, produit par Jim Pinder. Le chanteur de Trivium Matthew Heafy apparaît en tant que chanteur invité sur la chanson Rain. Parallèlement, SHVPES effectue une tournée européenne en première partie de Bullet for My Valentine. En juillet 2020, le groupe se sépare.

## Style musical
Alors que sous leur ancien nom Cytota, le groupe se situait plutôt dans le metalcore ou le post-hardcore, le groupe change de style après son changement de nom pour se tourner vers le hardcore mélodique, enrichi d'influences de metal, de rock alternatif et de hip-hop. Marcus Schleutermann du magazine allemand Rock Hard décrit SHVPES comme une « version moderne de Papa Roach », complétée par « du metalcore mélodique, du hip-hop fait main et une pincée de funk ».

## Discographie
- 2012 : The Prosecutor (EP sous le nom de Cytota)
- 2016 : Pain. Joy. Ecstasy. Despair. (album)
- 2018 : Greater Than (album)